# 五道江镇
五道江镇，是中华人民共和国吉林省通化市二道江区下辖的一个乡镇级行政单位。

## 行政区划
五道江镇下辖以下地区：
海源社区、五道江社区、矿山社区、五道江村和菇园村。